# Khadim N'Diaye
Khadim N'Diaye (Saint-Louis, 5 aprile 1985) è un calciatore senegalese, portiere della Génération Foot.

## Statistiche

### Cronologia presenze e reti in nazionale
| Cronologia completa delle presenze e delle reti in nazionale ― Senegal | Cronologia completa delle presenze e delle reti in nazionale ― Senegal | Cronologia completa delle presenze e delle reti in nazionale ― Senegal | Cronologia completa delle presenze e delle reti in nazionale ― Senegal | Cronologia completa delle presenze e delle reti in nazionale ― Senegal | Cronologia completa delle presenze e delle reti in nazionale ― Senegal | Cronologia completa delle presenze e delle reti in nazionale ― Senegal | Cronologia completa delle presenze e delle reti in nazionale ― Senegal |
| Data                                                                   | Città                                                                  | In casa                                                                | Risultato                                                              | Ospiti                                                                 | Competizione                                                           | Reti                                                                   | Note                                                                   |
| ---------------------------------------------------------------------- | ---------------------------------------------------------------------- | ---------------------------------------------------------------------- | ---------------------------------------------------------------------- | ---------------------------------------------------------------------- | ---------------------------------------------------------------------- | ---------------------------------------------------------------------- | ---------------------------------------------------------------------- |
| 12-8-2009                                                              | Kinshasa                                                               | RD del Congo                                                           | 1 – 2                                                                  | Senegal                                                                | Amichevole                                                             | -1                                                                     |                                                                        |
| 3-3-2010                                                               | Volos                                                                  | Grecia                                                                 | 0 – 2                                                                  | Senegal                                                                | Amichevole                                                             | -                                                                      | 66’                                                                    |
| 10-5-2010                                                              | Chicago                                                                | Messico                                                                | 1 – 0                                                                  | Senegal                                                                | Amichevole                                                             | -1                                                                     |                                                                        |
| 10-8-2010                                                              | Dakar                                                                  | Senegal                                                                | 1 – 0                                                                  | Capo Verde                                                             | Amichevole                                                             | -                                                                      |                                                                        |
| 5-9-2010                                                               | Kinshasa                                                               | RD del Congo                                                           | 2 – 4                                                                  | Senegal                                                                | Qual. Coppa d'Africa 2012                                              | -2                                                                     |                                                                        |
| 9-10-2010                                                              | Dakar                                                                  | Senegal                                                                | 7 – 0                                                                  | Mauritius                                                              | Qual. Coppa d'Africa 2012                                              | -                                                                      |                                                                        |
| 17-11-2010                                                             | Parigi                                                                 | Senegal                                                                | 2 – 1                                                                  | Gabon                                                                  | Qual. Coppa d'Africa 2012                                              | -1                                                                     |                                                                        |
| 26-3-2011                                                              | Dakar                                                                  | Senegal                                                                | 1 – 0                                                                  | Camerun                                                                | Qual. Coppa d'Africa 2012                                              | -                                                                      | 90’                                                                    |
| 29-6-2011                                                              | Lima                                                                   | Perù                                                                   | 1 – 0                                                                  | Senegal                                                                | Amichevole                                                             | -1                                                                     |                                                                        |
| 15-1-2012                                                              | Dakar                                                                  | Senegal                                                                | 1 – 0                                                                  | Kenya                                                                  | Amichevole                                                             | -                                                                      | 46’                                                                    |
| 29-1-2012                                                              | Bata                                                                   | Libia                                                                  | 2 – 1                                                                  | Senegal                                                                | Coppa d'Africa 2012                                                    | -2                                                                     |                                                                        |
| 16-3-2013                                                              | Dakar                                                                  | Senegal                                                                | 0 – 4                                                                  | Libia                                                                  | Amichevole                                                             | -4                                                                     |                                                                        |
| 6-7-2013                                                               | Dakar                                                                  | Senegal                                                                | 1 – 0                                                                  | Mauritania                                                             | Qual. CHAN 2014                                                        | -                                                                      |                                                                        |
| 20-7-2013                                                              | Nouakchott                                                             | Mauritania                                                             | 2 – 0                                                                  | Senegal                                                                | Qual. CHAN 2014                                                        | -2                                                                     |                                                                        |
| 8-1-2017                                                               | Brazzaville                                                            | Libia                                                                  | 1 – 2                                                                  | Senegal                                                                | Amichevole                                                             | -1                                                                     |                                                                        |
| 29-3-2016                                                              | Niamey                                                                 | Niger                                                                  | 1 – 2                                                                  | Senegal                                                                | Qual. Coppa d'Africa 2017                                              | -                                                                      | 72’                                                                    |
| 28-5-2016                                                              | Kigali                                                                 | Ruanda                                                                 | 0 – 2                                                                  | Senegal                                                                | Amichevole                                                             | -                                                                      |                                                                        |
| 4-6-2016                                                               | Bujumbura                                                              | Burundi                                                                | 0 – 2                                                                  | Senegal                                                                | Qual. Coppa d'Africa 2017                                              | -                                                                      |                                                                        |
| 3-9-2016                                                               | Dakar                                                                  | Senegal                                                                | 2 – 0                                                                  | Namibia                                                                | Qual. Coppa d'Africa 2017                                              | -                                                                      | 73’                                                                    |
| 23-1-2017                                                              | Franceville                                                            | Senegal                                                                | 2 – 2                                                                  | Algeria                                                                | Coppa d'Africa 2017 - 1º turno                                         | -2                                                                     |                                                                        |
| 2-9-2017                                                               | Dakar                                                                  | Senegal                                                                | 0 – 0                                                                  | Burkina Faso                                                           | Qual. Mondiali 2018                                                    | -                                                                      | 90+2’                                                                  |
| 5-9-2017                                                               | Ouagadougou                                                            | Burkina Faso                                                           | 2 – 2                                                                  | Senegal                                                                | Qual. Mondiali 2018                                                    | -1                                                                     | 69’                                                                    |
| 7-10-2017                                                              | Praia                                                                  | Capo Verde                                                             | 0 – 2                                                                  | Senegal                                                                | Qual. Mondiali 2018                                                    | -                                                                      |                                                                        |
| 10-11-2017                                                             | Polokwane                                                              | Sudafrica                                                              | 0 – 2                                                                  | Senegal                                                                | Qual. Mondiali 2018                                                    | -                                                                      |                                                                        |
| 23-3-2018                                                              | Kota Bharu                                                             | Senegal                                                                | 1 – 1                                                                  | Uzbekistan                                                             | Amichevole                                                             | -1                                                                     |                                                                        |
| 31-5-2018                                                              | Lussemburgo                                                            | Lussemburgo                                                            | 0 – 0                                                                  | Senegal                                                                | Amichevole                                                             | -                                                                      |                                                                        |
| 11-6-2018                                                              | Grödig                                                                 | Senegal                                                                | 2 – 0                                                                  | Corea del Sud                                                          | Amichevole                                                             | -                                                                      |                                                                        |
| 19-6-2018                                                              | Mosca                                                                  | Polonia                                                                | 1 – 2                                                                  | Senegal                                                                | Mondiali 2018 - 1º turno                                               | -1                                                                     |                                                                        |
| 24-6-2018                                                              | Ekaterinburg                                                           | Senegal                                                                | 2 – 2                                                                  | Giappone                                                               | Mondiali 2018 - 1º turno                                               | -2                                                                     |                                                                        |
| 28-6-2018                                                              | Samara                                                                 | Senegal                                                                | 0 – 1                                                                  | Colombia                                                               | Mondiali 2018 - 1º turno                                               | -1                                                                     |                                                                        |
| Totale                                                                 |                                                                        | Presenze                                                               | 30                                                                     |                                                                        | Reti                                                                   | -23                                                                    |                                                                        |

## Palmarès

### Club

#### Competizioni nazionali
- Coupe du Sénégal: 1

Diaraf: 2013